# Opactwo Cystersów w Kołbaczu
Opactwo cystersów w Kołbaczu – zespół klasztorny pocysterski, XIII-XVI w., w województwie zachodniopomorskim, w powiecie gryfińskim, w gminie Stare Czarnowo, we wsi Kołbacz nad Płonią.
Jeden z najcenniejszych zabytków architektury gotyku ceglanego na Pomorzu Zachodnim.
W 1173 roku na zaproszenie Warcisława II Świętoborzyca do Kołbacza przybyli cystersi z Esrum (klasztoru filialnego opactwa Clairvaux), na północy duńskiej wyspy Zelandia. Początkowo zamierzano osadę nazwać Mera Vallis (Czysta Dolina), jednak z nieznanych bliżej powodów pozostano przy starej, słowiańskiej nazwie Kolbatz. Zalążkiem przyszłych wielkich posiadłości ziemskich był rejon Kołbacza, Rekowa, Reptowa, Strugi, Sosnówka (dzisiejsza Płonia i Śmierdnica) oraz Dąbia.
Klasztor kołbacki utworzył trzy filie:
1. 1186 w Oliwie
2. 1280-94 w Bierzwniku
3. 1278(?) w Mironicach

## Zespół poklasztorny
Kościół był północnym skrzydłem dawnego klasztoru. Dom Konwersów zamykał wirydarz od zachodu. Dom Opata stał 20 m poza obrysem klasztornego czworoboku.

### Dawny kościół Najświętszej Maryi Panny
Budowę świątyni, pierwotnie trójnawowej, rozpoczęto w 1210, jeszcze w stylu późnoromańskim, a ukończono po ponad 130 latach, w 1347 w stylu gotyckim. Fasada zachodnia ujęta dwoma czworokątnymi występami (w większym klatka schodowa), pośrodku wielkie gotyckie okno, obecnie zamurowane, po bokach strzeliste, ostrołukowe blendy, w szczycie okazała misterna „ślepa” rozeta. Nawa główna o pięciu kondygnacjach, z drewnianymi stropami i ostrołukowymi arkadami. Sklepienia gwiaździste, w części pochodzące z 1500 i zrekonstruowane w latach 1851-52. Od 1555 w nawie głównej urządzono spichlerz, w 1720 rozebrano nawy boczne. Wewnątrz nawy widoczne ślady podziału charakterystycznego dla kościołów cysterskich na chóry: mnichów od wschodniej strony i konwersów po zachodniej stronie nawy. Obie części rozdzielało nieistniejące dziś lektorium. Od czasu założenia opactwa aż do likwidacji w XVI w. był jednym z kościołów grzebalnych książąt szczecińskich.
Kościół romański – przęsło prezbiterium (w XIII w. półkoliście zamknięte) i transept z przylegającymi dwoma parami kaplic przyprezbiterialnych oraz dwa przęsła nawy głównej. Ocalałe po pożarze w 1662 kolumny romańskie o bogato rzeźbionych głowicach znajdują się w Muzeum Narodowym w Szczecinie.
Kościół wczesnogotycki – pozostała 6-przęsłowa część korpusu nawowego.
Kościół gotycki – wieloboczna absyda wschodniej części prezbiterium.
Obecnie kościół parafialny pw. Najświętszego Serca Pana Jezusa, ulokowany jest w prezbiterium i transepcie. Nawa główna nadal pełni funkcję magazynu. W prezbiterium ołtarz główny, kopia tryptyku wykonana w 1990, oryginał z XV w. znajduje się w bazylice archikatedralnej św. Jakuba w Szczecinie. Na ścianie północnej ambona z XVI w. W ścianie południowej zachowała się nisza na tron opacki oraz dwie płyty nagrobne, ponownie wmurowano nadproże z gryfami.
Przed wejściem do kościoła, w posadzce zachowała się tablica poświęcona pomordowanym misjonarzom w czasie chrztu Pomorzan w 1124, misji św. Ottona z Bambergu.

### Dom Konwersów
Wschodnim narożnikiem szczytu północnego przylega do południowego narożnika szczytu zachodniego kościoła opackiego, tworząc jedyną zachowaną część dawnego skrzydła zachodniego.
Dom Konwersów (świeckich braci zakonnych) z około połowy XIII wieku, pierwotnie wolnostojący. Dom Konwersów jest starszy niż fasada kościoła. Budynek został przebudowany w XVII-XIX w., murowany z cegły, szczyty ryglowe, wysoki parter, dwunawowe piwnice z kolumnami. Powyżej reprezentacyjna sala Trygława ze sklepieniem wspartym na rzędzie czterech filarów. Od strony dziedzińca (wirydarza), na ścianie wschodniej czytelne ślady po sklepieniach krużganku. W latach 70. XX w. odrestaurowany, zaadaptowany na dom kultury.

### Dom Opata
Budynek pochodzi z 1. połowy XIV wieku (według najnowszych badań Regionalnego Ośrodka Badań i Dokumentacji Zabytków w Szczecinie Dom Opata powstał ok. 1350 roku). Posiada dwie kondygnacje i piwnicę. Część zachodnia została przekształcona – dawny portal gotycki, został przebudowany na okna, a główne wejście po dziś dzień znajduje się od strony północnej. Ściana wschodnia została odbudowana w wiązaniu barokowym, prawdopodobnie po zniszczeniach wojny trzydziestoletniej. Nadbudowa, podobnie jak w Domu Konwersów konstrukcji ryglowej, wykazuje wpływy zagraniczne (między innymi z Brandenburgii). Po ostatniej konserwacji przeznaczony na bibliotekę.

## Kalendarium

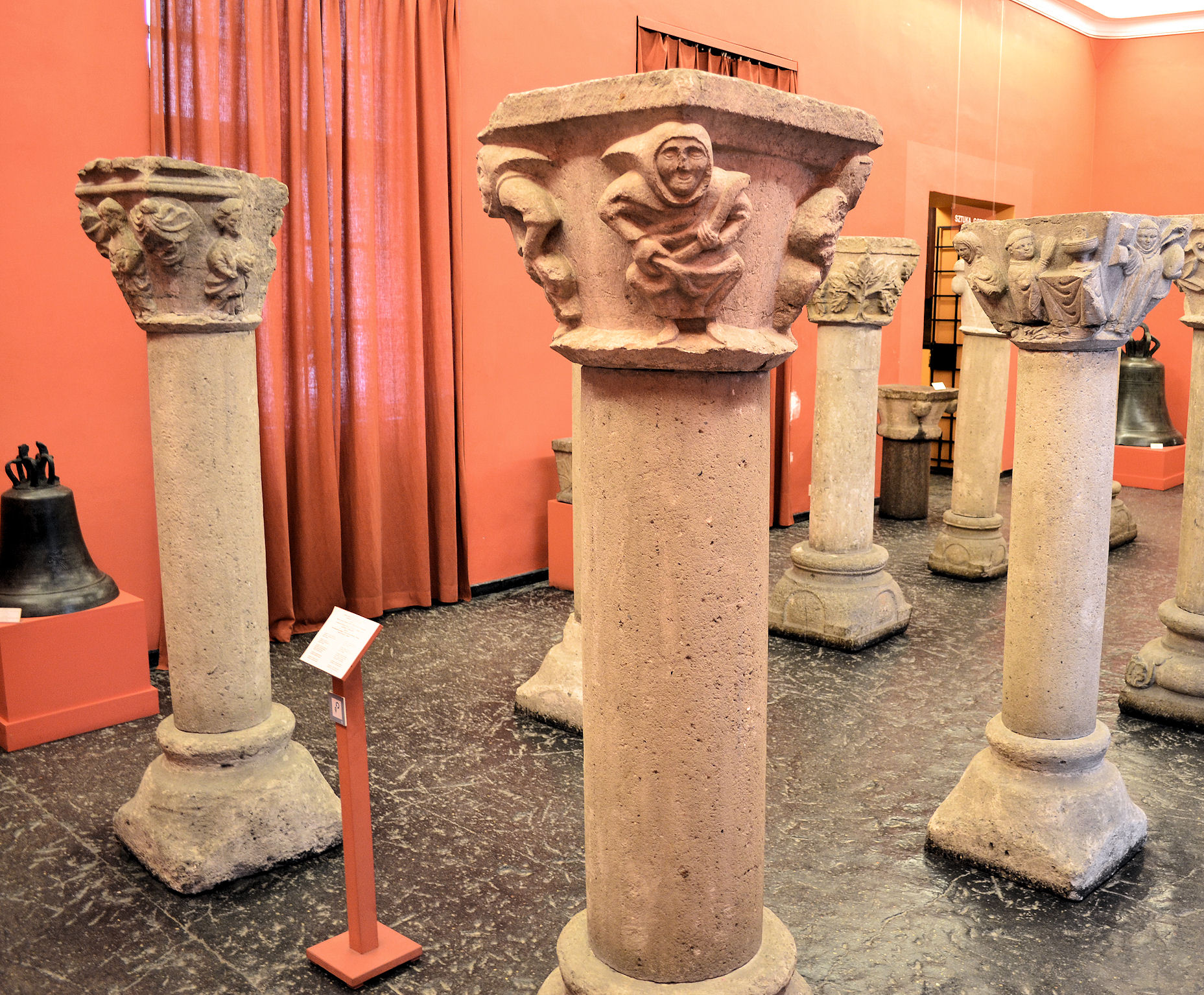
Romańskie kolumny z klasztoru w Kołbaczu – obecnie w zbiorach Muzeum Narodowego w Szczecinie

- 1173 – oblężenia Szczecina przez wojska króla Waldemara I Duńskiego. Przegrane rokowania, kasztelan Warcisław II Świętoborzyc dał okup i zakładników, w zamian otrzymał w lenno Szczecin i okolicę. Zobowiązał się do sprowadzenia zakonników z Danii, wybudowania i wyposażenia klasztoru w granicach swoich dóbr. W tym samym roku książę Bogusław I potwierdził fundację Warcisława. Klasztorem macierzystym został duński klasztor w Esrum na wyspie Zelandia.
- 1174 – 2 lutego do Kołbacza przybyli cystersi pod kierunkiem Reinholda.
- 1176 – 15 marca spisanie aktu Bogusława I, potwierdzało prawa własności do klasztoru.
- 1183 – mnisi zmienili bieg dolny Płoni, kierując rzekę do swej osady w Dąbiu. Spiętrzono wodę koło Kołbacza powodując znaczne podniesienie poziomu wody w jeziorze Miedwie.
- 1185 – Bogusław II nadał cystersom prawo korzystania z lasów w ziemi stargardzkiej, prawo budowy młynów na Płoni i na jej dopływach, prawo połowu ryb dużymi sieciami na wodach kilku blisko położonych jezior.
- po 1237 – tworzenie grangii (wielkich folwarków) składających się ze spichlerza, stajni, owczarni, stodół, piekarni, rzeźni, browaru, tłoczni wina, mleczarni, warsztatów rzemieślniczych, cegielni, młyna, karczmy, domów mieszkalnych czeladzi.
- 1242 – w okresie wojny z Brandenburgią, cystersi przyjęli protekcję margrabiów. Odwet wójtów i innych urzędników oraz rycerstwa lennego Barnima I, którzy zniszczyli własność opactwa oraz przejęli część majątku.
- 1247 – zakończenie sporu dzięki biskupowi Wilhelmowi. Książę Barnim I zwrócił opactwu zagrabione majątki, przywrócił prawa i dobra ruchome.
- 1259 – w potwierdzeniu dóbr podchoszczeńskich przez księcia wielkopolskiego była mowa o prawie zakładania miast na prawie niemieckim.
- przed 1274 – czyli do generalnego potwierdzenia włości przez ostatniego Świętoborzyca, cystersi posiadali w ziemi kołbackiej z górą osiemnaście wsi i dwa miasta (Dąbie, Stare Czarnowo).
- w 2 poł. XIII w. cystersi uzyskali gwarancje swobodnego przewozu zboża w celu wymiany na śledzie oraz transportu innych produktów żywnościowych i odzieży do użytku klasztornego. Dla potrzeb rynku lokalnego organizowali targi, czasem zalążki miasteczek. Nabywali również domy w miastach pomorskich, które służyły jako spichrze, kwatery dla mnichów i konwersów.
- w XIV w. skończył się okres intensywnej gospodarki rolnej i poszerzania terytorium. Opactwo funkcjonowało z nagromadzonego kapitału, lokuje gotówkę w nieruchomościach miejskich, udziela pożyczek, rozbudowuje kościół klasztorny i zabudowania gospodarcze w Kołbaczu.
- 1413 - w opactwie pochowano Świętobora I - książę szczeciński z rodu Gryfitów panujący w latach 1372-1413.
- 1433 – liczne wojny prowadzone z Brandenburgią rozpoczęły załamanie gospodarcze, które dotknęło opactwo.
- 1469 – podczas wojny o sukcesję szczecińską, cystersi złożyli hołd elektorowi brandenburskiemu.
- 1478 – wojska elektora spustoszyły majątki cystersów w ziemi stargardzkiej i pyrzyckiej oraz dotarły do samego Kołbacza.
- 1534 – w klasztorze było dwunastu braci, jedenastu konwersów, czternaście osób służby i trzech chorych w szpitalu.
- 1534 – wybór ostatniego opata Bartłomieja Schobbe.
- 1535 – 16 października Schobbe zrezygnował ze stanowiska, otrzymując od księcia Barnima IX odszkodowanie w postaci dworu, ziemi i dóbr ruchomych.
- 1543 – część dochodów przekazana na budowę Pedagogium Szczecińskiego.
- XVII w. prezbiterium kościoła wraz z transeptem zostaje przeznaczone na kaplicę, a trzynawowa hala główna staje się spichlerzem i wozownią książęcą. Klasztorne zabudowania zaczynają pełnić funkcję rezydencji wypoczynkowej książąt szczecińskich.
- 1721 – po podporządkowaniu Pomorza Prusom rozpoczęto likwidację zabudowań klasztornych. Pozostawiono kościół z zachowaniem funkcji z okresu reformacji.

## Podanie o klasztorze w Kołbaczu
Opowiada Franciszek Pałasz, l. 70, urodzony w Stężycy pow. Kartuzy, od 1946 r. zam. w Żelewie pow. Gryfino, woj. szczecińskie:

Klasztòr w Kolbaczu, nie, on już tam jest od tysonca sto, zdaje mi se, szedzesontégo roku. Mówio tak: na, w jezorze Mwiedwie nie buło żadn'ych sejów. I w ogóle mało riby, tak tu dużo riby nie buło. To tén przeor z tego Kolbaczy se założył z tym kusym, żeb'y mu ta seja jakos wprowadz.ic, on jego duszä możé zabrac. Diabuł se uceszył, uogonem zamérdał i pojechał na Łotwe panie, tam, na tén Päjpus, zej tam. No jak tam pojechał, náá, wtedy przeor w strachu, nie, buo niedugo bedze północ, a po północy diabéł przylec.i i go weznie. Tak on posłäł tych swoich braciszków wszystkich, tych mnichów, dookoła jezora uobstawił-ił i zaczón drzec se jak kury – piat'. To diabuł lec.i z tá seją, nie? Jak już buł blisko czuje, że kury piejo, tuo se zlonk i sejä pusc.ił [do jeziora Mwiedwie] i uc.iek, jo, a przeor dusze uocalił.

Źródło:

## Literatura
- Michał Franiak, Dzieje opactwa cystersów w Kołbaczu (1173-1535), WAW, Racibórz 2015.
- Helena Chłopocka, Powstanie i rozwój wielkiej własności ziemskiej opactwa cystersów w Kołbaczu w XII-XIV wieku, Prace Komisji Historycznej / Poznańskie Towarzystwo Przyjaciół Nauk. Wydział Historii i Nauk Społecznych; t. 17, z. 2, s. 190-305.
- Krzysztof Guzikowski, Procesy kolonizacyjne w posiadłościach cystersów z Kołbacza w XII–XIV wieku. Przestrzeń i ludzie, Szczecin 2014.